# Trachylepis laevis
Trachylepis laevis (ангольський синьохвостий сцинк) — вид сцинкоподібних ящірок родини сцинкових (Scincidae). Мешкає в Анголі і Намібії.

## Поширення і екологія
Ангольські синьохвості сцинки мешкають на південному заході Анголи та на північному заході Намібії. Вони живуть в сухих, кам'янистих саванах, серед скель. Зустрічаються на висоті від 50 до 1200 м над рівнем моря. Ведуть денний спосіб життя, живляться безхребетними.